# Viêm âm đạo teo
Viêm âm đạo teo là viêm âm đạo do hậu quả của mỏng mô do không đủ estrogen. Các triệu chứng có thể bao gồm đau khi quan hệ tình dục, ngứa hoặc khô âm đạo và muốn đi tiểu hoặc nóng rát khi đi tiểu. Nó thường không giải quyết được nếu không điều trị liên tục. Biến chứng có thể bao gồm nhiễm trùng đường tiết niệu.
Việc thiếu estrogen thường xảy ra sau thời kỳ mãn kinh. Các nguyên nhân khác có thể bao gồm khi cho con bú hoặc do kết quả của các loại thuốc cụ thể. Các yếu tố rủi ro bao gồm hút thuốc. Chẩn đoán thường dựa trên các triệu chứng.
Điều trị nói chung với kem estrogen bôi vào âm đạo. Các biện pháp khác có thể giúp bao gồm chất bôi trơn âm đạo. Nên tránh dùng xà phòng và các chất kích thích khác. Khoảng một nửa số phụ nữ mãn kinh bị ảnh hưởng. Nhiều người tuy nhiên không được điều trị. Phụ nữ thường báo cáo bị giảm sự thích thú trong tình dục cũng như cuộc sống nói chung.

## Dấu hiệu và triệu chứng
Sau khi mãn kinh, biểu mô âm đạo thay đổi và trở nên dày thêm một vài lớp. Nhiều dấu hiệu và triệu chứng đi kèm với mãn kinh xảy ra trong viêm âm đạo teo. Triệu chứng sinh dục bao gồm
- khô [3][5]
- đau [3][5]
- ngứa [2][3]
- đốt cháy [3][5]
- đau nhức
- sức ép
- xả trắng
- xuất viện ác tính do nhiễm trùng
- quan hệ tình dục đau đớn
- chảy máu sau khi giao hợp [6]
- đi tiểu đau [3]
- máu trong nước tiểu
- tăng tần số tiết niệu [3][5]
- không tự chủ
- tăng tính nhạy cảm với nhiễm trùng [3]
- giảm bôi trơn âm đạo [5]
- nhiễm trùng đường tiết niệu [2][5]
- đi tiểu đau [5]
- khó ngồi [2]
- khó khăn trong việc lau chùi [2]

## Chẩn đoán
Vì phụ nữ có thể có các dấu hiệu và triệu chứng có thể được quy cho các nguyên nhân khác, chẩn đoán dựa trên các triệu chứng không thể giải thích tốt hơn bằng chẩn đoán khác. Các xét nghiệm trong phòng thí nghiệm thường không cung cấp thông tin sẽ hỗ trợ chẩn đoán. Một bài kiểm tra trực quan có thể hữu ích. Các quan sát sau đây có thể chỉ ra mức estrogen thấp hơn: lông mu nhỏ, mất lớp đệm mỡ trong môi nhỏ, bị mỏng và tái hấp thu môi nhỏ và thu hẹp cửa âm đạo. Một cuộc kiểm tra nội bộ sẽ cho thấy sự hiện diện của trương lực cơ âm đạo thấp, lớp niêm mạc của âm đạo xuất hiện mịn màng, sáng bóng, nhợt nhạt với các nếp gấp. Các cổ tử cung có thể đã biến mất và cổ tử cung có thể  bị trồi ra với đỉnh của âm đạo. Viêm là rõ ràng khi niêm mạc âm đạo dễ chảy máu và xuất hiện sưng. Độ pH âm đạo sẽ được đo ở mức 4,5 và cao hơn.